# Harry Brewis
Harry Michael Brewis, född 19 september 1992 i Halifax, är en brittisk youtubare. Brewis är känd som Hbomberguy och är, genom sin Youtubekanal, verksam som videoessäist inom områdena populärkultur och politik. Brewis är, liksom bland andra Natalie Wynn, Abigail Thorn och Lindsay Ellis, tongivande i Breadtube, en vänsterorienterad rörelse som bemöter högerextremism på internet.